# Afxar
Afxar (o Awshar) (en turc Afşar) són una tribu turquesa dels oghuz (ghuzz), que van emigrar des de la Transoxiana junt a les altres tribus de l'Àsia central cap a Pèrsia al segle xi. El seu epònim fou Afshar fill de Yildiz Khan (que era fill d'Oghuz Khan).

## Història general
Apareix un cap afxar de nom Ayodghu ben Kushdogan àlies Shumla que governava el Khuzestan per compte dels seljúcides vers 1148 a 1174. El va succeir el seu fill Ghars al-Dawla (o Izz al-Dawla segons les fonts) que va morir el 1194 sense deixar continuadors coneguts.
Les informacions sobre els afxar es perden després d'aquesta data. Tanmateix, com era tradicional el cap tribal establia el seu poder hereditària a la ikta o iqta (en turc tiyul = feu), on s'establien el seu clan, els clients i els vassalls. Així a la mateixa regió reapareixen els afshar sota els Ak Koyunlu (Mansur Beg Awshar el 1472/1473 i dates posteriors). Al començament del segle xvi donaven suport als safàvides.
Amb aquestos alguns caps afxar van rebre el govern de districtes i províncies al Khuzestan. Un kan afshar governava a Ku Gilu. Membres dels clans Gündüzlü i Arashlu van tenir el govern de Dizful i Shushtar (Mahdi Kuli Sultan i Haydar Sultan). El primer es va revoltar el 1539/1540 i Haydar Kuli l'encarregat de reprimir la revolta.
Un cap afxar, el general Kasim Khan, cap del clan Inalu, es va instal·lar a la regió del llac Úrmia vers el 1622/1623, a Sain Kala i Sulduz. El seu fill Kalb-i Ali Khan governava aquesta zona el 1627/1628 i el van seguir altres afshars. Khudadad Beg Kasimlu, del clan Kasimlu (descendents de Kasim Khan) va agafar el títol de beglerbeg el 1707. Vegeu Afshars d'Úrmia més avall.
Després de la revolta de 1596/1597, els afxar foren castigats i la seva autoritat es va esvair en molts llocs, i els que no foren tocats per la repressió van quedar dispersats.
Sota Nadir Shah els afshar van recuperar la seva antiga força i influència. Nadir era un afxar de la branca qirqlu. Fins i tot apareixen afxar entre els seus assassins (els líders de tres dels clans). Al Khurasan un estat afshàrida va sobreviure a la mort de Nadir Shah i els seus successors immediats com estat coixí entre els Zand de Pèrsia i els Durrani (abans Abdali) de l'Afganistan. Sota Shahruk es va mantenir independent fins que Khurasan fou conquerit per Aga Muhammad Qadjar el 1796 i Shahruk torturat fins a la mort. Vegeu Afshàrides.
Els més importants governaven un petit principat autònom a Kazarun, que van conservar fins al 1834/1835. Altres governadors afshar foren els Inallu a Yadz, Kermansah, Mossul i Rumiyya; els Alplu Köse Ahmadlu i Kirklu a Abiward, Farah i Isfizar (al Khurasan).
Progressivament es van reduir en nombre, principalment a causa dels atacs de les tribus àrabs després de Nadir Shah. Encara que alguns afxar van servir a la dinastia qadjar i van tenir alguns càrrecs destacats, la seva fragmentació en grups dispersos els va fer perdre tota la seva influència. Eren pocs al segle xix (un 88.000).

## Clans
- Alplu
- Arashlu
- Bekeshlu
- Gündüzlü
- Imirlü
- Köse Aḥmedlu
- Papalu
- Qasemlu
- Qereklu
- Qirqlu

El clan Imirlu estaria relacionat a la tribu Imir, una de les 24 tribus oghuz originals. Parts d'altres clans o tribus foren incorporades: Aynallu (variants: Inanlū, Imanlū), Usalu (variant: Usanlu) i Ustadjlu.

## Afxar d'Úrmia
A Úrmia s'hi van establir segons la llegenda vers el 1399 o 1400 quan Tamerlà va donar el govern a Gorgin Beg Usalu, un afxar, cosa que no pot ser comprovada, i probablement l'establiment cal situar-lo més de dos segles més tard amb Qasem Sultan Imanlu Afxar, general safàvida encarregat de defensar la frontera a la zona de Kermansah sota Abbas I el Gran, que després de combatre els otomans va rebre el govern de Mossul el 1622/1623 però per una plaga es va traslladar a la regió d'Úrmia. El seu fill Kalb-e Ali Beg va rebre el govern d'Úrmia el 1627/1628 i va formar el clan Qasemlu en honor del seu pare. El clan va aportar 39 governadors d'Úrmia a partir del segle xviii amb títol de beglerbegs, el més famós dels quals fou Fatḥ Ali Khan Arashlu, que després de la mort de Nadir Shah i abans de la pujada de Karim Khan Zand, va arribar a dominar part de l'Azerbaidjan incloent Tabriz i Maragha.
Els seus clans són: Göklü, Gündüzlü, Qasemlu, Bekeshlu, Ostadjlu, Imanlu, Arashlu i Sari Beglu. Modernament s'estima que són uns cinquanta mil.

## Afxar de Sayen Qala
Nadir Shah va desplaçar 3000 famílies Afshars d'Úrmia a Ṣāyen Qaḷʿa (moderna Shāhīn Dež), al sud de l'Azerbaidjan. Van patir diversos trasllats i s'estima el seu nombre en vint mil.
Els seus clan són: Qāsemlū, Qīlīč Ḵānī i Qereḵlū 

## Afxar de Kamsa
Un grup afxar es va establir a la província de Kamsa, a l'entorn de Zandjan, segurament al segle xvi o XVII. Molts governadors de la província foren afxars. El seu nombre actual s'estima en vint-i-cinc mil

## Afxar deTeheran
Un grup de la tribu es va establir a la zona en època indeterminada. Al segle xix eren uns set mil i actualment s'estima que són uns vint mil.

## Afxar deMazanderan
Un grup establert en aquesta província del que no se sap gairebé res. Al segle xix eren uns 5000 però progressivament van ser absorbits per la població de la rodalia dels seus establiments.

## Afxar de Mashad
Grup 'afshars establerts a la regió de Darragaz al nord de Mashad des del segle xvi en temps d'Ismail I (1501-1524). Abbas I els va moure segurament a Khurasan per dominar els districtes de Nisah i Abiward que abans eren dels uzbeks. Iskander Beg esmenta a un líder afshar de nom Khusraw Sultan Kuroglu que va tenir un paper important en el domini de Khurasan a la mort del cap uzbek Ubayd Allah (1539). Nadir Shah hi va portar dotze mil famílies de les quals dos mil del seu propi clan. El seu nombre actual no pot ser precisat.

## Afxar de Kermansah
Grup de la tribu establert a la zona a l'època safàvida. Al segle xix eren un set mil. No hi ha dades sobre el seu nombre actual.

## Afxar de Khuzestan
Els afxar estan testimoniats al Khuzestan des del segle xii, quan el van arribar a governar. En temps dels safàvides els formaven els clans Gündüzlü, Arashlū i Alplu. Sota els safàvides i en temps de Nadir Shah van aportar molts governadors del Khuzestan, de Kuh Giluya, de Dezful i de Shushtar, i van lluitar sovint contra els seus veïns lurs i àrabs; més d'una vegada es van revoltar, la darrera quan els Arashlus i els Gündüzlüs de Kūh Gīlūya es van aixecar contra un governador impopular (1596-1597); la revolta fou reprimida per Allaverdi Khan enviat per Abbas I el Gran, i es va produir una gran massacra. Això els va debilitar i va facilitar l'expansió d'àrabs i bakhtiyaris entre d'altres que van ocupar les seves terres de pastura, i molts van marxar. A la mort de Nadir Shah el 1747 grups àrabs es van apoderar de part dels territoris que conservaven i van haver de fugir a Kermansah i a Úrmia. Van quedar alguns afshars a la zona dels clans Güdüzlü a Shūshtar, i dels Aḡāč Erī de Kūh Gīlūya. Són uns dos o tres mil.

## Afxar deFars
Dos grups afshars es van establir a Fars: els Afshar Kermani que formen un clan de la tribu Kaškūlī Kūček de la confederació Qašqāʾī desplaçada cap al Kirman (vers la meitat del segle xix) i que el 1958 eren menys de mil; i els Afšār Ūšāgī, que formen el clan dels Aynallū, tribu de Fasā.
Els Alplū Afšār, governadors de Kazerun o Kazarun que van governar la zona durant dos segles i mig (a comptar des del temps d'Abbas I el Gran) sembla que eren d'un grup separat. Un grup d'afshars vivia també a la regió d'Abarkuh

## Afxar de Kirman
Els primers s'hi van establir al segle xvi. El primer governador afxar fou Shah Kuli Khan el 11526/1527 sota Tahmasp I i van participar en la campanya de Khurasan el 1536/1537. Kirman va tenir vuit altres governadors afshars abans de la dinastia Zand, dels quals dos, Yūsof Khan i Walī Khan, foren caps militars sota Abbas I el Gran; el darrer governador fou Shahrok Khan, que va ser nomenat poc després de la mort de Nadir i va derrotar els sistanis i als balutxis i per uns deu any fou virtualment independent fins que fou derrotat i mort per Karim Khan Zand el 1758/1759.
Els afxar de la província s'estimen en uns trenta mil. Modernament formen els següents grups:
- Afshar Jahanshahis
- Afshar ʿAmuis
- Bučaqčīs
- Afshar Mir Habibis

Tots quatre grups al segle XX encara vivien com a nòmades a la zona de Sirdjan. Els darrers eren notoris lladregots
Els Bučaqčīs van tenir un paper important en la revolta contra els britànics al sud de Pèrsia a la I Guerra Mundial, especialment l'anomenat episodi de Sirdjan (agost-octubre de 1916) 

## Afxars de Turquia
Completament destribalitzats avui dia, nombrosos grups d'afxar vivien a Turquia.

## Afxars de l'Afganistan
Uns trenta mil afxars viuen a Afganistan especialment a Andkhuy i a la rodalia de Maymana on estan barrejats. El primer governador afsxar d'Andkhuy, Ahmad Sultan, fou nomenat pel xa safàvida Ismail I el 1522.